# Lithospermum cuneifolium
Lithospermum cuneifolium är en strävbladig växtart som beskrevs av Christiaan Hendrik Persoon. Lithospermum cuneifolium ingår i släktet stenfrön, och familjen strävbladiga växter. Inga underarter finns listade i Catalogue of Life.